# José María del Campo
José María del Campo (Monteros, provincia de Tucumán, 1826 - San Miguel de Tucumán, 13 de abril de 1884) fue un sacerdote y caudillo argentino, líder del Partido Unitario y gobernador de la provincia de Tucumán.

## El más encarnizado enemigo de los federales
Estudió en Catamarca con el padre Ramón de la Quintana, y se ordenó sacerdote en 1849 en Córdoba. Volvió a su provincia natal, donde fue cura párroco de Río Chico, cerca de su villa natal.
Cuando el gobernador Celedonio Gutiérrez viajó a firmar el Acuerdo de San Nicolás, en mayo de 1852, la legislatura dirigida por Salustiano Zavalía decidió aumentar la representación de la capital y Monteros, ocupando los puestos con “liberales”, es decir, unitarios regresados tras la derrota de 1841 por especial favor de Gutiérrez. Uno de los nuevos diputados era el cura Del Campo, que desde entonces dejó los hábitos. El 14 de junio derrocaron a Gutiérrez en ausencia, nombrando en su reemplazo al general Espinosa.
Sin embargo, en enero de 1853 Gutiérrez logró regresar al poder y unas semanas más tarde derrotó a Espinosa en combate, batalla en la que este fue muerto. Del Campo emigró a Santiago del Estero, donde recibió ayuda del gobernador Manuel Taboada. Mientras Gutiérrez atacaba a Taboada en Río Hondo e invadía Santiago del Estero, Del Campo organizó una revolución y se hizo nombrar gobernador en Tucumán.
Gutiérrez tuvo que regresar, y aunque fue derrotado por Del Campo y Taboada en Tacanitas, logró ocupar el gobierno. Del Campo logró mantener el control del sur de la provincia, y después de una infructuosa mediación ordenada por el presidente Urquiza, con la ayuda de Antonino Taboada derrotó a Gutiérrez en la batalla de Los Laureles, en diciembre de 1853.

## Primer gobierno
El 4 de marzo de 1854, Del Campo asumió como gobernador titular. El 2 de agosto de 1854 —de acuerdo a un documento existente en la Biblioteca del general Mitre— comunicó a su par catamarqueño Sinforeano Lascano la designación del dirigente unitario Miguel Díaz de la Peña como "ministro propietario" del gobierno de Tucumán.
Del Campo se dedicó a perseguir con violencia a los federales que habían apoyado a Gutiérrez, confiscando sus bienes y asesinando a varios de ellos. Debió salir varias veces en campaña contra las montoneras, que no le querían permitir dominar la provincia por esos medios. Tenía buenas relaciones con el gobierno nacional, especialmente con el vicepresidente Del Carril.
Durante su período se sancionó la Constitución Provincial de 1856. Organizó la ciudad de Tucumán, poniendo nombre a las calles y números a las casas, y empedrando algunas cuadras. También clausuró la escuela de primeras letras fundada por Gutiérrez, y enseguida fundó con toda pompa una escuela en el mismo lugar, anunciando que cubría algo que los federales nunca habían hecho.
En marzo de 1856 entregó el poder al general Anselmo Rojo, supuestamente su candidato; pero al poco tiempo apoyó una revolución contra este, dirigida por su exministro José Posse (la llamada "revolución de los Posse"), que le valió prisión y destierro eterno

## Segundo gobierno
Volvió a la escena en 1861, al participar en el movimiento que derrocó al gobernador Salustiano Zavalía. Fue ministro de su sucesor, Benjamín Villafañe. En ese carácter y al frente de la milicia provincial, fue batido por las fuerzas confederadas de Octaviano Navarro, en El Manantial. Pero dos meses más tarde, con la ayuda de los Taboada, los derrotó en la batalla del Ceibal. Ocupó la ciudad, y ante la ausencia del titular Villafañe, fue elegido gobernador, primero interino y luego definitivo. Bajo su gobierno, la provincia de Tucumán declaró la caducidad del gobierno central, y dejó el mando militar y civil en manos del gobernador porteño Mitre.
En febrero de 1853 invadió la provincia el caudillo riojano Ángel Vicente Peñaloza, ayudado por Celedonio Gutiérrez. Campo los derrotó en la batalla de Río Colorado, y enseguida invadió la provincia de Salta, obligando al gobernador José María Todd a renunciar. La victoria de Pavón era completa.
En el momento del triunfo entró en conflicto con Taboada por el gobierno de Catamarca, y destrozaron la provincia para imponer cada uno su candidato.
Cuando, en 1863, Peñaloza y el coronel Felipe Varela se levantaron nuevamente contra el despotismo de Mitre, Campo delegó el mando en el doctor Arsenio Granillo y salió en campaña a Catamarca. Tras una inútil campaña, debió poner sus tropas bajo el mando de Rojo y regresar a Tucumán. Cuando llegó la noticia del asesinato de Peñaloza, la festejó con banquetes y serenatas.

## Últimos años
Al concluir su período, en 1864, hizo elegir gobernador a José Posse y fue elegido senador nacional por Tucumán. Pero prefirió ser ministro de Posse por unos meses. Después viajó a Buenos Aires, donde ejerció como senador oficialista; su actuación no fue muy brillante, y renunció en 1867 para regresar a Tucumán a ser ministro de Wenceslao Posse.
Poco después se reiniciaba la guerra civil, con el levantamiento de Felipe Varela; al frente del ejército provincial ocupó la ciudad de La Rioja, donde hizo fusilar a varias personas. Desautorizado por su superior, Taboada, fue enviado de regreso a Tucumán, justo antes de la victoria de su jefe en la batalla de Pozo de Vargas. Consideró que se le había robado la gloria de derrotarlo, de modo que, cuando Posse fue derrocado, se alejó para siempre de la política.
Se retiró a la vida privada y se dedicó a las tareas rurales durante muchos años. Convivió públicamente con la dama tucumana, Avelina Campero Villegas, siendo padre de al menos de una hija. Durante un viaje al cerro San Javier; su caballo se despeñó y lo dejó gravemente herido, solo en la montaña. Cuando fue rescatado, ya estaba muy grave.
Falleció a poco de llegar a la ciudad, el 13 de abril de 1884.